# Blepharosis lama
Blepharosis lama är en fjärilsart som beskrevs av Rudolf Püngeler 1899. Blepharosis lama ingår i släktet Blepharosis och familjen nattflyn. Inga underarter finns listade i Catalogue of Life.